# جيرارد غوميز
جيرارد غوميز هو صحفي وسياسي إسباني، ولد في 17 أكتوبر 1989 في برشلونة في إسبانيا. نشط حزبياً في اليسار الجمهوري لكتالونيا (2007 – 2007).

## مناصب
- في انتخابات مجلس النواب الإسباني 2019 ‏، انتخب عضو مجلس النواب الإسباني  [لغات أخرى]‏ عن دائرة Barcelona (Congress of Deputies constituency) [الإنجليزية]‏ وقد انضم خلال فترته النيابية [الإنجليزية]‏ (20 مايو 2019 – 24 سبتمبر 2019) للكتلة البرلمانية Republican Parliamentary Group ‏.
- في 2017 Catalan regional election [الإنجليزية]‏، انتخب عضو البرلمان الكاتالوني ‏ عن دائرة برشلونة [الإنجليزية]‏ وقد انضم خلال فترته النيابية [الإنجليزية]‏ (17 يناير 2018 – 20 مايو 2019) للكتلة البرلمانية Republican Parliamentary Group ‏.
- انتخب Speaker of Jovent Republicà ‏ (27 مارس 2011 – 27 نوفمبر 2016).
- في الانتخابات البرلمانية الكاتالونية 2015، انتخب عضو البرلمان الكاتالوني ‏ عن دائرة برشلونة [الإنجليزية]‏ وقد انضم خلال فترته النيابية  [لغات أخرى]‏ (26 أكتوبر 2015 – 28 أكتوبر 2017) للكتلة البرلمانية Junts pel Sí Parliamentary Group ‏.